# Эрнандес, Эльвира
Эльвира Эрнандес, собственно Мария Тереса Адриасола (исп. Elvira Hernández, María Teresa Adriasola; род. 1951, Лебу) — чилийская поэтесса, литературный критик, эссеист поколения восьмидесятых (Рауль Сурита, Вероника Сондек, Хуан Луис Мартинес).

## Биография
Изучала философию и литературу. В 1979 году была ошибочно задержана агентами спецслужб и удерживалась на протяжении пяти дней в их штаб-квартире. Её первая книга Чилийский флаг (1981), написанная в период военной диктатуры, не могла быть издана по цензурным условиям (подпольно размножалась на мимеографе, в открытой печати была опубликована в 1991 в Аргентине), печатным дебютом в Чили стал сборник Arre! Halley ¡Arre! (1986). Несколько книг опубликованы за пределами страны — в Аргентине, Колумбии. Эссеистику публикует под собственным именем, нередко в соавторстве с Вероникой Сондек и др.

## Книги
- Чилийский флаг/ La bandera de Chile (1981, опубл. в Буэнос-Айресе, 1991)
- Давай, Галлей, давай!/ ¡Arre! Halley ¡Arre!, Ergo Sum, Santiago, 1986
- Meditaciones físicas por un hombre que se fue, Arte postal, Santiago, 1987
- Письмо с дороги/ Carta de viaje, Ediciones Último Reino, Buenos Aires, 1989
- Порядок дней/ El orden de los días, Roldanillo, Colombia, 1991
- Santiago Waria, Cuarto Propio, Santiago, 1992
- Merodeos en torno a la obra poética de Juan Luis Martínez, Interperie, Santiago, 2001 (в соавторстве с Соледад Фаринья)
- Альбом Вальпараисо/ Álbum de Valparaíso, LOM, Santiago, 2002
- Cultivo de hojas, Norma, Santiago, 2007
- Заметки о спорте/ Cuaderno de deportes, Cuarto Propio, Santiago, 2010 (короткий список национальной премии Альтасор,  (недоступная ссылка))